# МіГ-29МУ2
МіГ-29МУ2 або Мікоян і Гуревич-29 модернізація українська 2 (за класифікацією НАТО — Fulcrum, укр. Важіль) — український варіант модернізації радянського, одномісного, багатоцільового винищувача 4-го покоління МіГ-29, розроблений Львівським Державним авіаційно-ремонтним заводом у 2018 році.

## Модернізація
У якості основи для МіГ-29МУ2 використовуватиметься МіГ-29МУ1, але він включатиме ще вісім етапів модернізації:
- можливість запуску ракет «повітря-поверхня»;
- можливість використовування керованих авіабомб;
- заміна блоку приймача Н019-09 бортової РЛС Н019;
- модернізація системи управління зброєю СОУ 20ПМ;
- встановлення інтегрованого в БРЕО приймача системи супутникової навігації СН-3307;
- бортова інтегрована апаратура навігації і посадки «Курс-93М», заміна навігаційної системи РСБН A-323 і використання шини даних MSD-2000;
- комплекс оборони літака «Омут»;
- адаптація для використання шоломів і кисневих масок іноземного виробництва.

## Історія
Спочатку планувалося, що МіГ-29МУ2 буде представлено до кінця 2018 року, однак перший успішний випробувальний політ нового модернізованого літака відбувся лише наприкінці 2019 року.
У січні 2019 року «Укроборонпром» підписав меморандум про співпрацю з ізраїльською компанією Elbit Systems, що вже має досвід з модернізації літаків МіГ-29. У травні 2019 року міністр оборони України Степан Полторак анонсував початок робіт з модернізації українських винищувачів МіГ-29 за участі іноземних компаній. У грудні 2019 відбувся перший політ, впродовж 2020 року відбувалися успішні випробування із запуском ракет Х-29 та бомбами КАБ-500КР.
У 2021 було повідомлено про фінальну стадію випробувань. Орієнтовна вартість модернізація може бути у 1.5-2 рази вищої від МУ1.